# Блу-Маундс (містечко, Вісконсин)
Блу-Маундс (англ. Blue Mounds) — місто (англ. town) в США, в окрузі Дейн штату Вісконсин. Населення — 899 осіб (2020).

## Демографія
Згідно з переписом 2010 року, у місті мешкало 968 осіб у 353 домогосподарствах у складі 287 родин. Було 367 помешкань
Расовий склад населення:
| - 97,4 % — білих - 0,8 % — чорних або афроамериканців - 0,7 % — азіатів - 0,4 % — корінних американців |

До двох чи більше рас належало 0,0 %. Частка іспаномовних становила 2,4 % від усіх жителів.
За віковим діапазоном населення розподілялося таким чином: 27,2 % — особи молодші 18 років, 61,3 % — особи у віці 18—64 років, 11,5 % — особи у віці 65 років та старші. Медіана віку мешканця становила 43,6 року. На 100 осіб жіночої статі у місті припадало 99,2 чоловіків;  на 100 жінок у віці від 18 років та старших — 102,0 чоловіків також старших 18 років.
Середній дохід на одне домашнє господарство  становив 110 722 долари США (медіана — 88 750), а середній дохід на одну сім'ю — 122 327 доларів (медіана — 101 250). Медіана доходів становила 56 979 доларів для чоловіків та 44 643 долари для жінок. За межею бідності перебувало 1,6 % осіб, у тому числі 1,0 % дітей у віці до 18 років та 0,0 % осіб у віці 65 років та старших.
Цивільне працевлаштоване населення становило 536 осіб. Основні галузі зайнятості: освіта, охорона здоров'я та соціальна допомога — 18,7 %, науковці, спеціалісти, менеджери — 15,5 %, сільське господарство, лісництво, риболовля — 11,4 %, роздрібна торгівля — 9,0 %.